# Produto Hartree
Na mecânica quântica, o produto Hartree é uma função de onda do sistema (muitas partículas), dada como uma combinação de funções de onda das funções de onda de partículas individuais. É inerentemente campo médio (assume que as partículas são independentes) e é a versão assimétrica do ansatz determinante de Slater no método de Hartree-Fock. O produto Hartree é verdadeiramente uma função de onda do elétron independente
Para duas partículas,
{\displaystyle \Psi (\mathbf {x} _{1},\mathbf {x} _{2})=\chi _{1}(\mathbf {x} _{1})\chi _{2}(\mathbf {x} _{2}).}
Isso não é satisfatório para férmions, como elétrons, porque a função de onda resultante não é antisimétrica. Uma função de onda antisimétrica pode ser descrita matematicamente usando o determinante de Slater.